# Eugen Borsche
Ferdinand Eugen Friedrich Wilhelm Borsche (* 15. September 1806 in Heiligenstadt; † 16. März 1846 in Driesen) war ein preußischer Jurist.

## Leben
Eugen Borsche wurde als Sohn des Samuel Gottfried Borsche geboren. Er studierte an der Universität Bonn und wurde 1826 Mitglied des Corps Borussia Bonn. 1833 war er Oberlandesgerichtsreferendar in Köslin. Er wurde besoldeter Assessor in Berlin, kommissarischer Landrat in Soldin und Oberlandesgerichtsassessor in Berlin.